# Thiatildis
Thiatildis war die erste Äbtissin des um 854 gegründeten Stifts Freckenhorst und wird als Heilige verehrt. Ihr Gedenktag ist der 30. Januar.

## Leben
Zwar wird in der Gründungsurkunde die Frau Geva des Stifters Everword als erste Äbtissin bezeichnet, allerdings handelt es sich bei dieser Urkunde um eine Fälschung. Eine Geva ist nicht nachweisbar und wird heute nicht mehr als Frau des Stifters bezeichnet. Daher gilt Thiatildis als erste Äbtissin.
In einer späteren Legende wird sie als Nichte des Stifters bezeichnet. Inwieweit dies zutrifft, muss unklar bleiben. Sicher scheint, dass sie mit Everword verwandt war. Nach einigen Darstellungen soll sie an Kindes statt angenommen worden sein. Sie soll als Kleinkind in einen Topf mit heißem Wasser gefallen sein. Weil sie dies unbeschadet überstanden haben soll, wurde sie Gott geweiht und dem Stift übergeben.
Über ihr Wirken ist nichts Gesichertes bekannt. Das in Freckenhorst verehrte heilige Kreuz soll der Legende nach bereits in ihrem Besitz gewesen sein, was indes historisch unwahrscheinlich ist. Nach der Legende fällt ihr Todestag auf den 30. Januar, der auch ihr Gedenktag ist.

## Verehrung

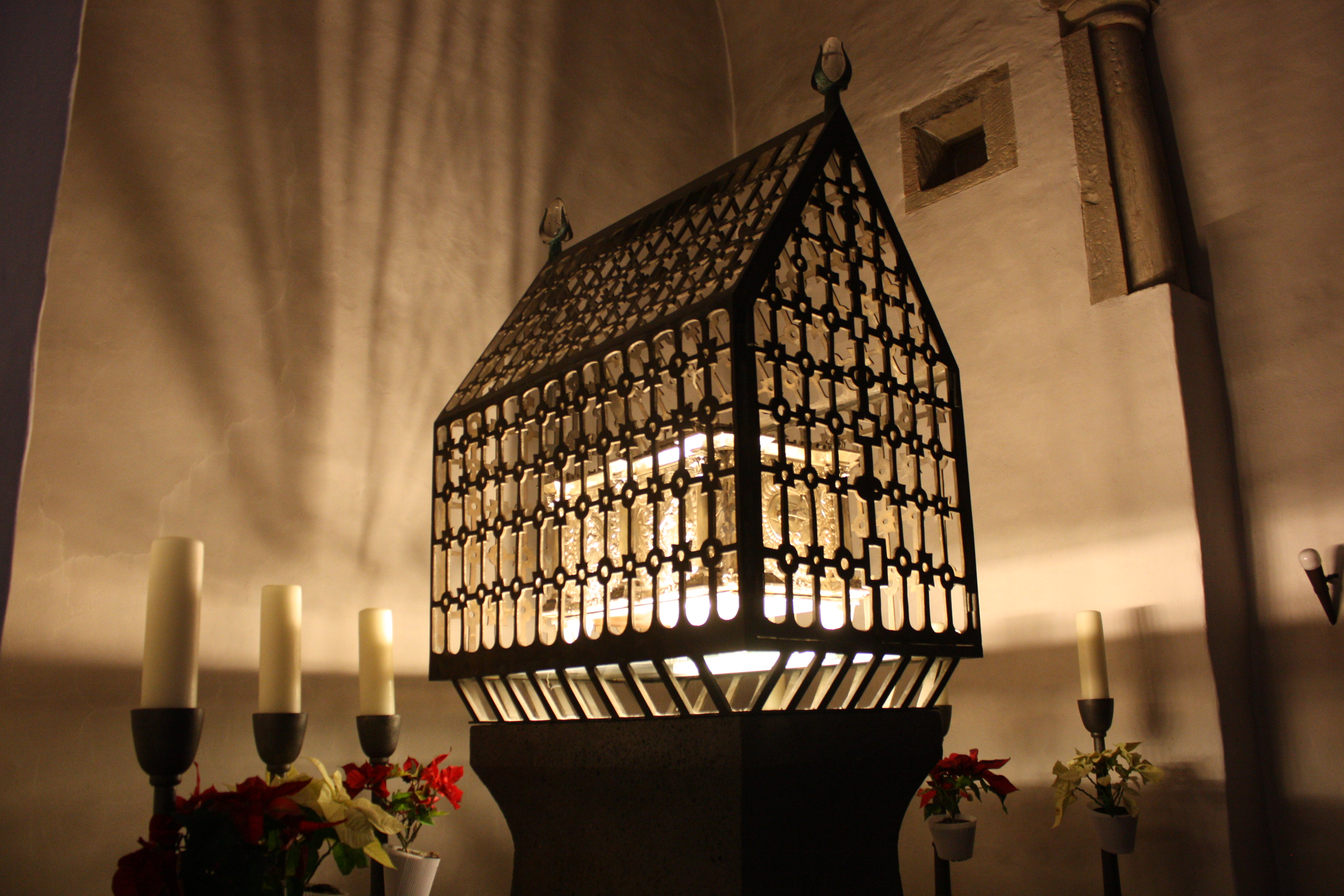
Thiatildisschrein in der Stiftskirche in Freckenhorst

Möglicherweise wurde nach ihrem Tod eine Kapelle über ihrem Grab errichtet. Diese früher freistehende Kapelle dürfte in der Nähe der Thiatildiskapelle in der späteren Stiftskirche zu suchen sein. Für die Unterhaltung der Kapelle existierte ein eigener Fonds.
Die niederdeutsche Übersetzung ihrer Legende aus der Zeit um 1500 berichtet, dass sich die Grabstätte langsam bewegt. Daraus ist später die Sage entstanden, dass wenn das Grab den Thiatildisbrunnen erreicht hätte, das Ende der Welt bevorstehen würde.
Thiatildis wurde in Freckenhorst in mittelalterlicher Zeit stark verehrt. Die Feierlichkeiten, bei denen unter anderem Almosen verteilt wurden, dauerten jedes Jahr vom 27. bis 31. Januar. Die Stiftsdamen begingen ihren Jahrestag mit einem festlichen Mahl. 
Später, auch vor dem Hintergrund der Reformation, geriet das Gedenken an die erste Äbtissin in Vergessenheit und wurde erst von der Äbtissin Elisabeth von Berg zu Beginn des 17. Jahrhunderts neu belebt. Diese ließ 1609 das Grab der Thiatildis öffnen und die Überreste in einem Schrein bestatten. Bei einem Besuch in Freckenhorst 1666 ließ Fürstbischof Christoph Bernhard von Galen das Grab und die Überlieferung untersuchen. Daraufhin wurde die Wiederaufnahme der Verehrung von der Kirche offiziell sanktioniert. Der Bischof selbst zelebrierte 1669 die Umbettung in einen von ihm gestifteten Schrein. Anwesend waren unter anderem zahlreiche Domherren und der zum Katholizismus konvertierte Graf Ernst Wilhelm von Bentheim-Steinfurt. Auch der angebliche ehemalige Pascha Johann Michael Cigala war anwesend.